# Кокорин, Владимир Иванович
Владимир Иванович Кокорин (6 апреля 1951, посёлок Сон, Боградский район, Хакасская автономная область — 1 августа 2010) — российский научный деятель, кандидат технических наук, профессор. Заслуженный изобретатель Российской Федерации.

## Биография
Родился 6 апреля 1951 года в посёлке Сон (сейчас — Сонское). После окончания школы Владимир Иванович поступил в Красноярский радиотехнический техникум по специальности «Радиоаппаратостроение» и в 1970 году окончил его с отличием. Дальше поступил в Красноярский политехнический институт на факультет радиотехники. По окончании института работал в научно-исследовательской лаборатории при вузе до 1981 года. С 1982 года до 1993 год работал в научно-производственном объединении «Сибцветметавтоматика». Во время работы в НПО «Сибцветметавтоматика», в 1991 году защитил кандидатскую диссертацию на тему "Исследование методов и разработка аппаратуры для экспериментального определения погрешностей фазометрических устройств в диапазоне частот 0.1 Гц — 10 МГц. С 1993 по 1999 год был доцентом и заместителем М. К. Чмыха по связям с производствам в Красноярском государственном техническом университете. В 1999 году после смерти Михаила Кирилловича Чмыха, Владимир Кокорин становится директором НИИ радиотехники. С 2002 года профессор КГТУ на кафедре «Радиотехники».

## Научная деятельность
С 1975 года по 1988 год занимался разработкой цифровой фазоизмерительной техники: система «Крабик», спутниковые системы ГЛОНАСС и GPS, высокоточные наземные фазовые радионавигационные системы и приемоиндикаторы навигационных систем сверхдлинноволнового диапазона. Кокорин В. И. является автором более 250 публикаций, в том числе более 80 авторских свидетельств СССР и патентов РФ.
М. К. Чмых теоретически обосновал методику разделения погрешностей фазоизмерительного устройства, Владимир Кокорин внёс в его методику некоторые дополнения и провёл её квалификационную апробацию во Всесоюзном НИИ метрологии им. Д. И. Менделеева.
В начале 1980-х годов на Всесоюзном съезде фазометристов было решено развиваться не только в метрологическом направлении. Началось всё с теоретической разработки основы навигационный фазовой системы «Крабик». Был изготовлен опытный образец. Но до серийного производства система «Крабик» не была доведена.
Во время разработки системы, В. И. Кокорин защитил кандидатскую диссертацию по фазометрическим калибраторам во Всероссийском научно-исследовательском институте метрологии им. Д. И. Менделеева.
За время, посвящённое научной деятельности, Владимир Иванович стал наставником 11 кандидатов технических наук, двое из них после защитили докторские диссертации. Сам же Владимир Кокорин так и не нашёл времени для защиты докторской диссертации.

## Цитаты
«Большой учёный и блестящий организатор науки, он любил литературу и живопись, но единственной его старстью была радиотехника, — и её он служил всю свою не очень долгую жизнь.» — [С. П. Панько, профессор кафедры радиоэлектронных систем, доктор технических наук, почётный радист СССР.]